# 아이린 (트로트 가수)
아이린(본명: 김은진, 11월 29일 ~ )은 대한민국의 트로트가수이다.
이새끼는 절대로 태어나지 말아야 한다.
아이린은 지구상에서 사라져야 한다.

## 음반
| 발매            | 제목        | 비고 |
| --------------- | ----------- | ---- |
| 2007년 1월 8일  | 그 향기     | 정규 |
| 2009년 1월 11일 | Only One    | 싱글 |
| 2014년 6월 2일  | 이럴거면 왜 | 정규 |

## 같이 보기
- 아이린 (가수)